# البوذية في قلميقيا

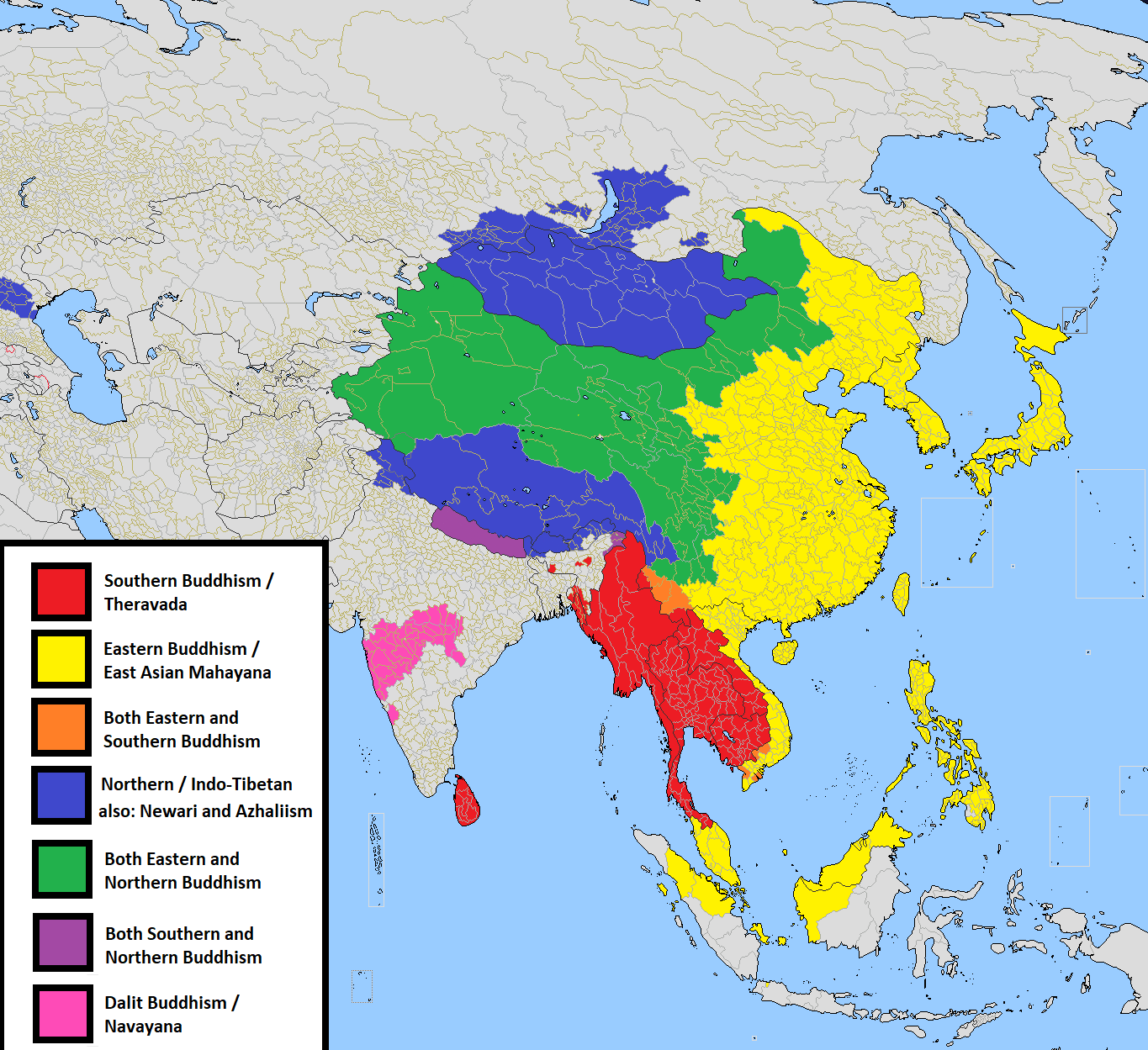

البوذية في قلميقيا هي الفاجرايانية ("الآلة البراقة"، ثالثة الطوائف البوذية عددا للأتباع)
Mahayana#cite note-5
المتبعة رسميا في جمهورية قلميقيا الروسية، موطن البوذية الوحيد في أوروبا.